# Champ Car Series 1987
De Champ Car Series 1987 was het negende CART kampioenschap dat gehouden werd tussen 1979 en 2007. Het werd gewonnen door Bobby Rahal. De Indianapolis 500 race werd gewonnen door Al Unser Sr. Nederlander Arie Luyendyk werd zevende in de eindstand en Belgisch coureur Didier Theys werd met 6 punten dertigste.

## Races
|    | Datum        | Circuit                         | Winnaar            | Tweede           | Derde              | Pole position    |
| 1  | 5 april      | Stratencircuit Long Beach       | Mario Andretti     | Al Unser Jr.     | Tom Sneva          | Mario Andretti   |
| 2  | 12 april     | Phoenix International Raceway   | Roberto Guerrero   | Bobby Rahal      | Arie Luyendyk      | Mario Andretti   |
| 3  | 24 mei       | Indianapolis Motor Speedway     | Al Unser Sr.       | Roberto Guerrero | Fabrizio Barbazza  | Mario Andretti   |
| 4  | 31 mei       | Milwaukee Mile                  | Michael Andretti   | Bobby Rahal      | Derek Daly         | Roberto Guerrero |
| 5  | 14 juni      | Portland International Raceway  | Bobby Rahal        | Michael Andretti | Rick Mears         | Roberto Guerrero |
| 6  | 28 juni      | Meadowlands Sports Complex      | Bobby Rahal        | Mario Andretti   | Emerson Fittipaldi | Mario Andretti   |
| 7  | 5 juli       | Cleveland                       | Emerson Fittipaldi | Bobby Rahal      | Al Unser Jr.       | Roberto Guerrero |
| 8  | 19 juli      | Stratencircuit Toronto          | Emerson Fittipaldi | Danny Sullivan   | Bobby Rahal        | Bobby Rahal      |
| 9  | 2 augustus   | Michigan International Speedway | Michael Andretti   | Al Unser Sr.     | Bobby Rahal        | Michael Andretti |
| 10 | 16 augustus  | Pocono Raceway                  | Rick Mears         | Geoff Brabham    | Roberto Guerrero   | Mario Andretti   |
| 11 | 30 augustus  | Road America                    | Mario Andretti     | Geoff Brabham    | Al Unser Jr.       | Mario Andretti   |
| 12 | 6 september  | Mid-Ohio Sports Car Course      | Roberto Guerrero   | Bobby Rahal      | Danny Sullivan     | Roberto Guerrero |
| 13 | 20 september | Nazareth Speedway               | Michael Andretti   | Bobby Rahal      | Rick Mears         | Michael Andretti |
| 14 | 11 oktober   | Laguna Seca                     | Bobby Rahal        | Danny Sullivan   | Rick Mears         | Mario Andretti   |
| 15 | 1 november   | Stratencircuit Miami            | Michael Andretti   | Al Unser Jr.     | Geoff Brabham      | Mario Andretti   |

## Eindrangschikking (Top 10)
| Rank | Rijder             | Ptn |
| ---- | ------------------ | --- |
| 1.   | Bobby Rahal        | 188 |
| 2.   | Michael Andretti   | 158 |
| 3.   | Al Unser Jr.       | 107 |
| 4.   | Roberto Guerrero   | 106 |
| 5.   | Rick Mears         | 102 |
| 6.   | Mario Andretti     | 100 |
| 7.   | Arie Luyendyk      | 98  |
| 8.   | Geoff Brabham      | 90  |
| 9.   | Danny Sullivan     | 87  |
| 10.  | Emerson Fittipaldi | 78  |

1979 · 
1980 ·
1981 ·
1982 ·
1983 ·
1984 ·
1985 ·
1986 ·
1987 ·
1988 ·
1989 ·
1990 ·
1991 ·
1992 ·
1993 ·
1994 ·
1995 ·
1996 ·
1997 ·
1998 ·
1999 ·
2000 ·
2001 ·
2002 ·
2003 ·
2004 ·
2005 ·
2006 ·
2007